# Felix Hausdorff
Felix Hausdorff (8. listopadu 1868 Vratislav – 26. ledna 1942 Bonn) byl německý matematik. Je považován za jednoho ze zakladatelů moderní topologie, zabýval se také teorií míry, funkcionální analýzou, teorií funkcí a teorií množin. Napsal také několik nematematických knih pod pseudonymem Paul Mongré.

## Život
Hausdorff se narodil ve městě Vratislav v Prusku. Oba jeho rodiče byli Židé – otec Louis Hausdorff byl obchodníkem s textilním zbožím a matka se jmenovala Hedwiga rozená Tietzová. Ještě ve Felixově raném dětství se rodina přestěhovala do Lipska, kde Hausdorff prožil své dětství a mládí.
Poté, co se na nátlak rodičů vzdal myšlenky stát se hudebním skladatelem, nastoupil na univerzitu v Lipsku ke studiu matematiky. Doktorát získal roku 1891 za práci Zur Theorie der astronomischen Strahlenbrechung zabývající se rozptylem a lomem světla při průchodu atmosférou. Po několik dalších let se zabýval astronomií a optikou a na toto téma napsal také svoji habilitační práci v roce 1895. V tomto období se však více než vědecké práci věnoval práci umělecké. Pod pseudonymem Paul Mongré napsal několik převážně filosofických knih.
Roku 1899 se oženil s Charlottou Sarou Goldschmidtovou. V roce 1902 získal místo profesora matematiky na univerzitě v Lipsku. Po roce 1904 se jeho zájem přesunul od literatury směrem k matematice. Do roku 1909 publikoval řadu výsledků o uspořádaných množinách a v roce 1908 v článku Grundzüge einer Theorie der geordneten Mengen vyslovil hypotézu o vlastnostech funkce alef, která vešla ve známost jako zobecněná hypotéza kontinua.
V roce 1910 přestoupil na univerzitu v Bonnu, v letech 1913-1921 působil v Greifswaldu, poté se vrátil zpět do Bonnu. Zde působil až do roku 1935, kdy byl propuštěn kvůli nově přijatým norimberským zákonům. Poté Hausdorff sice pokračoval ve vědecké práci, ale nebylo mu umožněno publikovat v Německu. Jeho přátelům se ho dlouho dařilo chránit alespoň před internací do koncentračního tábora. Když však koncem roku 1941 bylo Hausdorffovi oznámeno, že má nastoupit k transportu do Kolína nad Rýnem, což bylo předběžné opatření před transportem do Polska, rozhodl se, že ukončí svůj život sám. Dne 25. ledna 1942 spáchal se svojí manželkou a její sestrou sebevraždu otravou barbituráty. Zemřel druhého dne v ranních hodinách.

## Vědecká práce
V mládí publikoval Hausdorff několik článků týkajících se astronomie a optiky.
Roku 1908 v článku Grundzüge einer Theorie der geordneten Mengen vyslovil hypotézu o vlastnostech funkce alef, která vešla ve známost jako zobecněná hypotéza kontinua. V roce 1909 formuloval další množinové tvrzení, tzv. princip maximality, dnes hojně užívaný zejména v algebře. Hausdorff sám tento princip také jako první v algebře aplikoval. Roku 1914 vydal své mistrovské dílo – knihu Grundzüge der Mengenlehre, v níž shrnul své výsledky z oblasti teorie uspořádání. V této knize také axiomatizoval topologický pojem okolí bodu a zavedl druh topologického prostoru, dnes po něm nazývaného Hausdorffův prostor. Rozvinul původní Carathéodoryho myšlenku definice dimenze v pojmy Hausdorffova dimenze a Hausdorffova míra, umožňující definovat neceločíselné dimenze. Dokázal také, že Hausdorffova dimenze Cantorova diskontinua je ln(2)/ln(3).

## Významné publikace

### Matematické texty
- Grundzüge einer Theorie der geordneten Mengen (1908)
- Grundzüge der Mengenlehre (1914)

### Umělecké texty
- Sant' Ilario: Myšlenky ze Zarathustrovy země (1897)
- Das Chaos in kosmischer Auslese (1898)
- Ekstases (1900)
- Der Arzt seiner Ehre (1904)